# Alida Ferreyra
Alida Mónica Ferreyra (Corrientes, Argentina; 22 de septiembre de 1977) es una abogada y política argentina de La Libertad Avanza. Es Diputada de la Nación Argentina por la Ciudad de Buenos Aires desde 2024.

## Biografía
Nacida en Corrientes, Ferreyra creció en San Roque y se formó como abogada en la Universidad de Buenos Aires, se radicó en la Capital.
Se presentó en las Elecciones legislativas de 2023 como Diputada de la Nación por la Ciudad de Buenos Aires, en el cuarto lugar de la lista La Libertad Avanza; no fue elegida. Sin embargo, asumió el cargo el 31 de enero de 2024 en reemplazo de Diana Mondino, quien fue asignada como Ministra de Relaciones Exteriores, Comercio Internacional y Culto.

## Historial electoral
| Año  | Candidatura                            | Partido / Coalición                     | Elección     | votos   | Porcentaje       | Resultado                   |
| ---- | -------------------------------------- | --------------------------------------- | ------------ | ------- | ---------------- | --------------------------- |
| 2023 | Diputado de la Nación por Buenos Aires | Partido Libertario / La Libertad Avanza | Legislativas | 377.451 | \| \| 20,54 % \| | No electa (4vo lugar lista) |
|      | 20,54 %                                |                                         |              |         |                  |                             |